# Groov

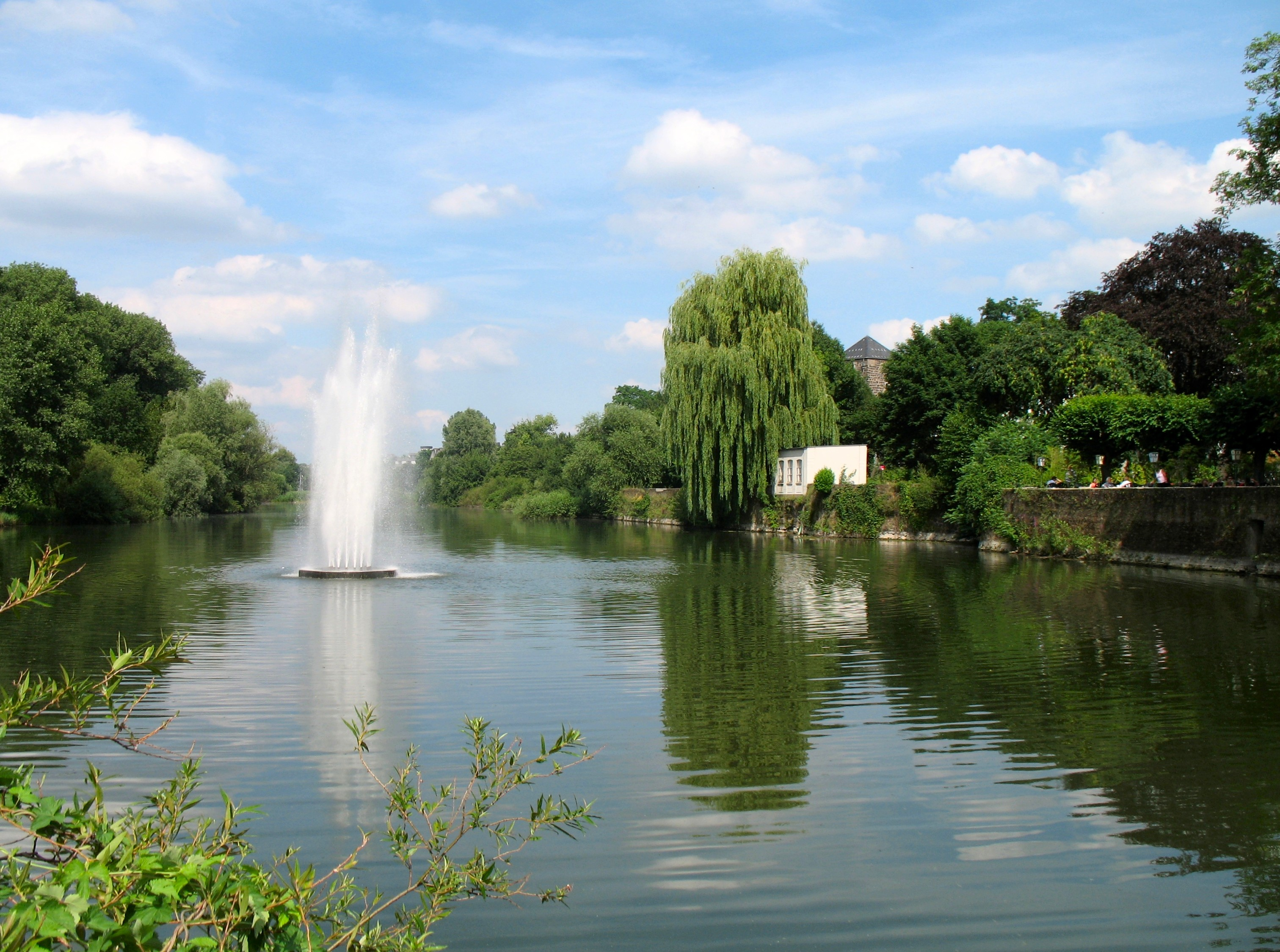
Groov

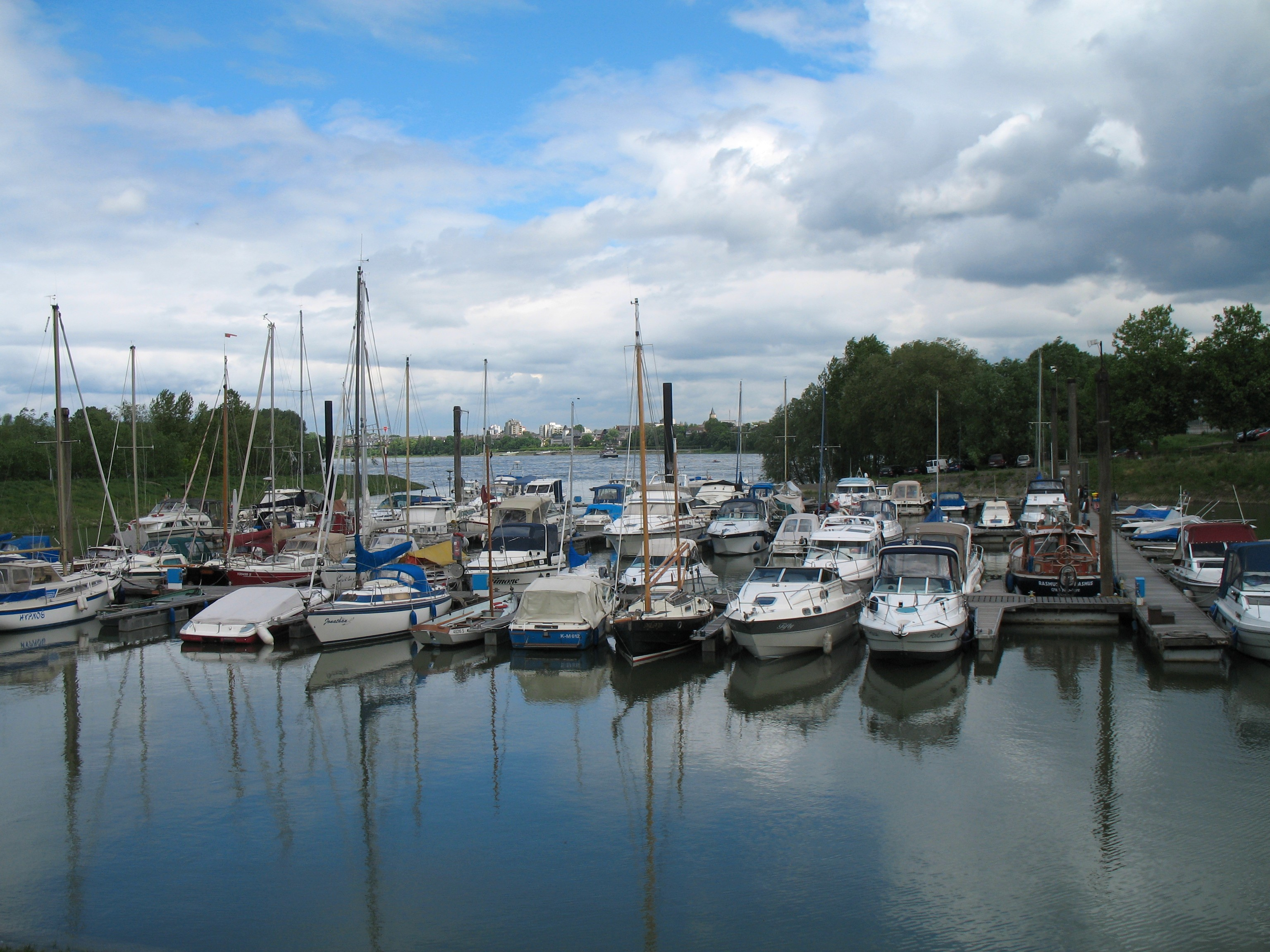
Yachthafen an der Groov

Die Groov ist eine ehemalige Insel mit einem verlandeten Flussarm am Rhein in Köln-Zündorf. Ihr heutiges Aussehen hat sie in den Jahren 1974 bis 1978 erhalten, in denen eine Marina angelegt und die Insel mit den nebenanliegenden Flächen als Freizeitanlage ausgebaut wurde. Die Gesamtanlage wurde nach dem Entwurf des Architekturbüros Gottfried Kühn, Jürgen Schubert und Partner aus dem Jahr 1972 realisiert.
Der Name Groov kommt vom gallischen Wort grave, was so viel wie Kies, Kiesbank oder Sandbank  bedeutet. Ausgesprochen wird der Name mit einem offenen „o“ (wie in „horch“), das aber langgezogen wird. Schon in früher Zeit durch einen Rheinarm vom Hauptstrom getrennt, bildete sich dort ein natürlicher Hafen, in dem sogar zwei Kräne in Betrieb waren. Ihm drohte stets eine Versandung – insbesondere nachdem er ab 1831 infolge der Abschaffung des Kölner Stapelrechts weniger genutzt wurde. 1849 wurde die Insel flussaufwärts durch einen Damm mit dem Ufer verbunden. 1862 wurde die „Insel“ durch die Anlage von Buhnen rheinseits erweitert, was zu einer Inselverbreiterung führte. Ein weiterer Damm teilte den alten Hafen in zwei Gewässer. Der untere Rheinarm der Groov konnte noch – zuletzt nur noch bei Hochwasser – bis Mitte des 20. Jahrhunderts von Schiffen mit niedrigem Tiefgang angefahren werden, bis er schließlich immer mehr verlandete und schließlich mit den anliegenden Flächen zum Freizeitgebiet wurde.

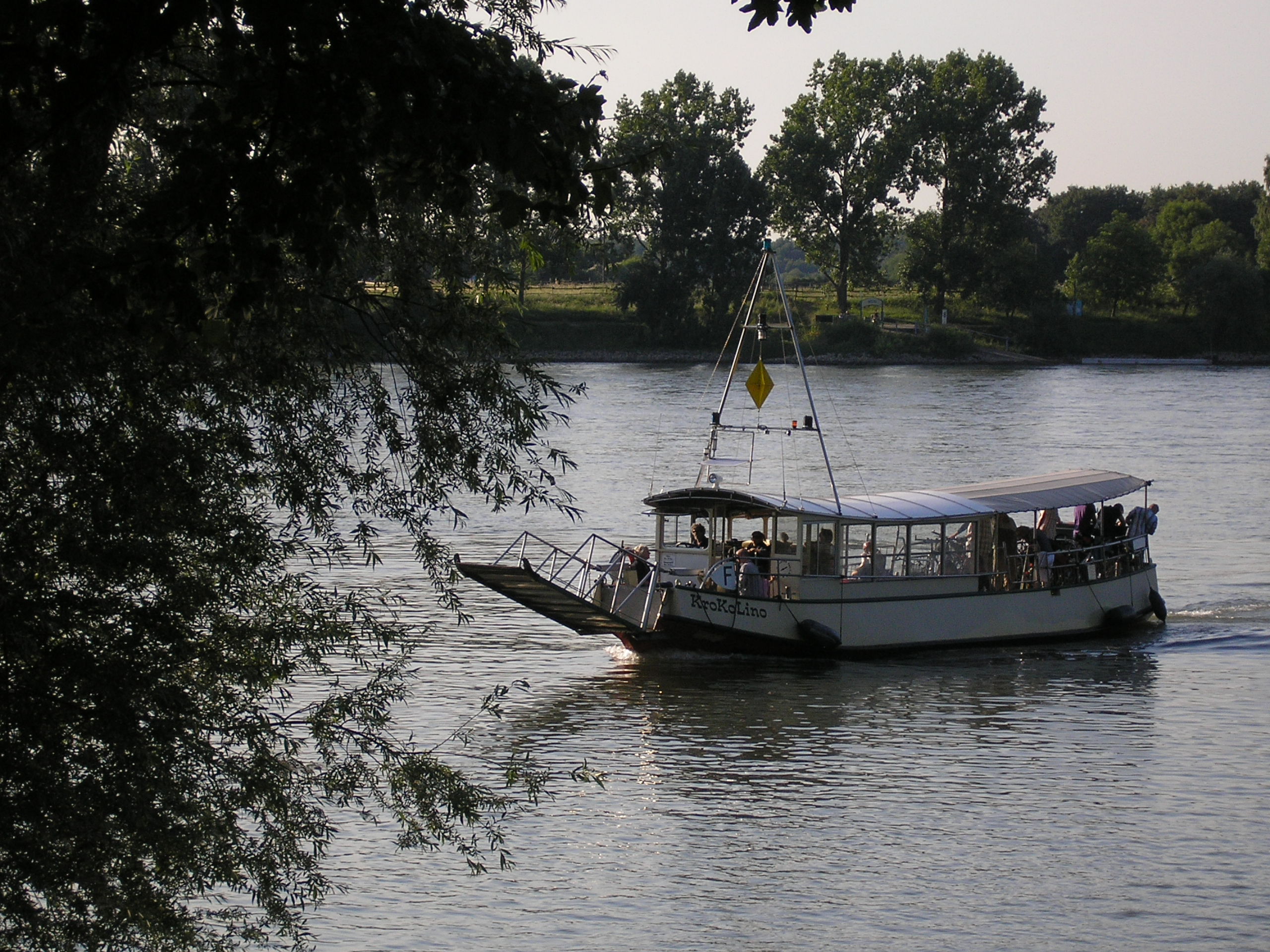
Fähre

Die Freizeitanlage ist ein Gelände, das sich zwischen dem Rhein und dem Leinpfad, einem ehemaligen Treidelpfad, inklusive eines Altwasserarms und eines Yachthafens, erstreckt. Vom Rhein durch einen Damm geschützt, befinden sich dort unter Bäumen Rad- und Gehwege, Liegewiesen, Sport- und Spielplätze, eine Minigolfanlage sowie ein Kombibad und ein Kahnweiher. Auf dem Marktplatz der Freizeitinsel befinden sich Gartenlokale und Biergärten. Zugleich gibt es am Rheinufer eine Rheinfähre für Wanderer und Radfahrer, die das Naherholungsgebiet Groov den ganzen Sommer über täglich mit dem Stadtteil Köln-Weiß verbindet. In strengen Wintern wird die gefrorene Eisfläche der beiden Seen als Eislauffläche genutzt.
Damit die anliegenden Häuser besser vor stärkeren Hochwassern geschützt werden, wurde 2005 die Freizeitinsel durch Aufschüttung nochmals angehoben. Außerdem wurden Spundwandfugen in den Boden des Marktplatzes eingelassen. Zugleich konnte die in der Mitte des Marktplatzes stehende Nepomuk-Säule restauriert werden, die einst dem Schutzpatron der Schiffsleute und Seeleute gewidmet wurde. Ein weiteres Mahnmal erinnert namentlich an Kriegsgefallene aus Zündorf.